# Museum für Franken
Das Museum für Franken – Staatliches Museum für Kunst- und Kulturgeschichte in Würzburg (davor Mainfränkisches Museum) auf der Festung Marienberg in Würzburg gehört zu den großen Kunstsammlungen Bayerns. Aufgrund der ausgestellten bedeutenden Werke fränkischer und für Franken arbeitender Künstler gehört das Museum zu den deutschen Museen von internationalem Rang. In den 45 Schauräumen sind Gemälde, Skulpturen und Kunsthandwerk aus Würzburg und Mainfranken von der Frühzeit bis ins 19. Jahrhundert zu sehen. Am 1. Januar 2017 übernahm der Freistaat Bayern die Trägerschaft. Bis 2032 soll das Museum in ein Landesmuseum umgewandelt werden und dabei künftig ganz Franken einschließlich der Geschichte von Würzburg im Blick haben.

## Lage
Das Museum für Franken befindet sich im äußeren Bereich der Festung Marienberg zwischen Schönborntor und Echtertor.

## Geschichte des Museums

### Anfänge bis 1945

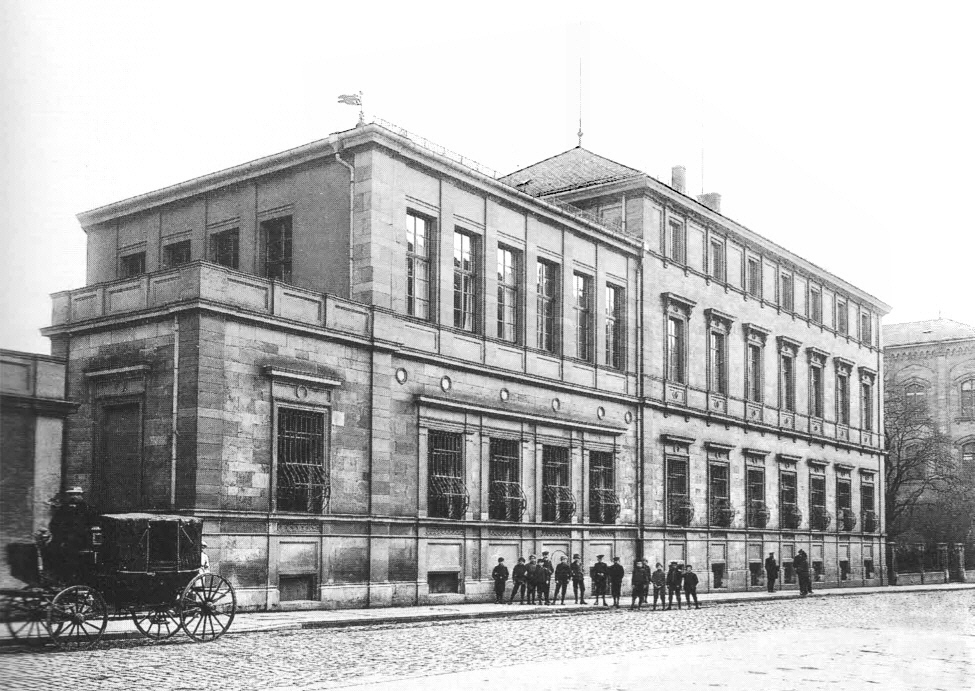
Gebäude in der Maxstraße 4 vor der Museumsnutzung, im Hintergrund die Maxschule (wohl 1913)

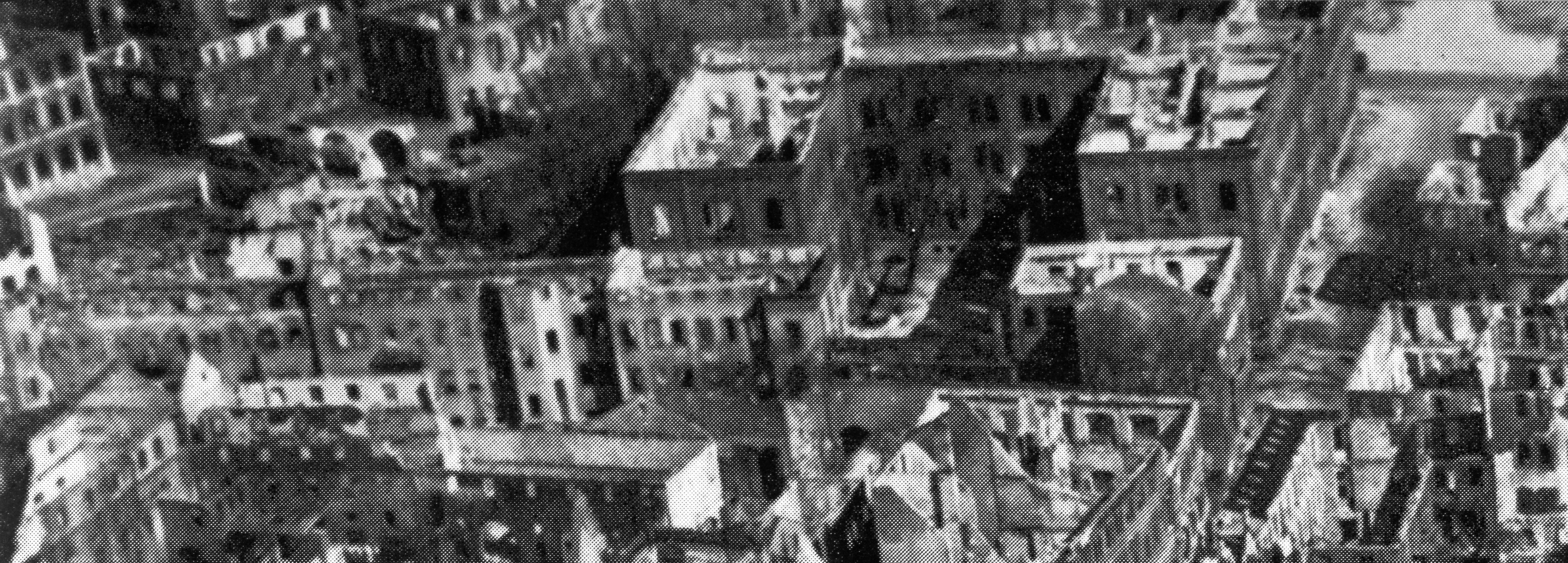
Luftaufnahme vom zerstörten Museumsgebäude im Herbst 1945

Die Anfänge der Sammlungen reichen zurück bis in das 19. Jahrhundert. Das Antiquarium des Historischen Vereins für den Untermainkreis, der am 22. Januar 1831 begründet worden war und auf die Sammeltätigkeit Würzburger Bürger zurückgeht, war die erste öffentliche Kunstsammlung der Stadt. Das Interesse des Publikums gab Anlass, unmittelbar benachbart auch die Kunstsammlungen der Stadt, welche seinerzeit vor allem aus dem Nachlass des Chorherren Hübner bestand, zu zeigen. 1893 wurde unter Mitwirkung des Regierungspräsidenten Graf Luxburg der Kunst- und Altertumsverein gegründet, der die Errichtung eines Fränkischen Museums fördern sollte. All diese Entwicklungen führten schließlich zur Umgestaltung des ehemaligen, von der Stadt 1896 von der Universität erworbenen Chemischen Instituts in der Maxstraße 4 nach Entwürfen des ersten Museumsleiters August Stöhr und der anlässlich des 80. Geburtstags des Prinzregenten Luitpold von Bayern erfolgten Beschlussfassung zur Errichtung durch die Stadt am 15. Januar 1901 zur Eröffnung des Fränkischen Luitpoldmuseums am 17. Mai 1913. Zur Eröffnung wurden auch fränkische Bestände des Martin von Wagner Museums als Dauerleihgaben an das Mainfränkische Museum überstellt.
Das Fränkische Luitpoldmuseum, benannt nach dem in Würzburg geborenen Prinzregenten von Bayern, fasste die Sammlungen der Stadt, des Historischen Vereins für Unterfranken und Aschaffenburg und des Fränkischen Kunst- und Altertumsvereins zu einer gemeinsamen Schausammlung zusammen. 1931 wurde es nach Plänen des damaligen Direktors Clemens Schenk um eine Riemenschneider-Halle erweitert. Für die Belange des Museums war ab 1935 dem neu eingerichteten Städtischen Kulturamt und dem Beirat für kulturelle Dinge und Luitpold-Museum unterstellt. Diesem gehörten neben Schenk auch die Künstler Hans Baumann (1887–1956) und Fried Heuler, der Kulturamtsleiter August Diehl sowie die Professoren Georg Hock (1875–1936) und Fritz Knapp (1870–1938) an. Ein Stadtgeschichtliches Museum mit zwölf Räumen wurde am 4. August 1938 auf der Festung Marienberg eröffnet. 1939 wurde die Gesellschaft Fränkisches Luitpoldmuseum aufgelöst, die Stadt Würzburg übernahm die alleinige Trägerschaft und der Name des Museums wurde in Mainfränkisches Museum Würzburg geändert.
Beim Bombenangriff auf Würzburg am 16. März 1945 wurde das Museumsgebäude durch eine schwere Sprengbombe völlig zerstört. Ein Großteil der Bestände wurde dabei vernichtet. Ein Wiederaufbau am ursprünglichen Platz war inmitten der zerstörten Stadt undenkbar. Für die durch rechtzeitige Verlagerung geretteten bzw. die aus dem Schuttberg ausgegrabenen und vielfach beschädigten Kunstwerke gab es zunächst keine adäquate Bleibe.

### 1945 bis heute

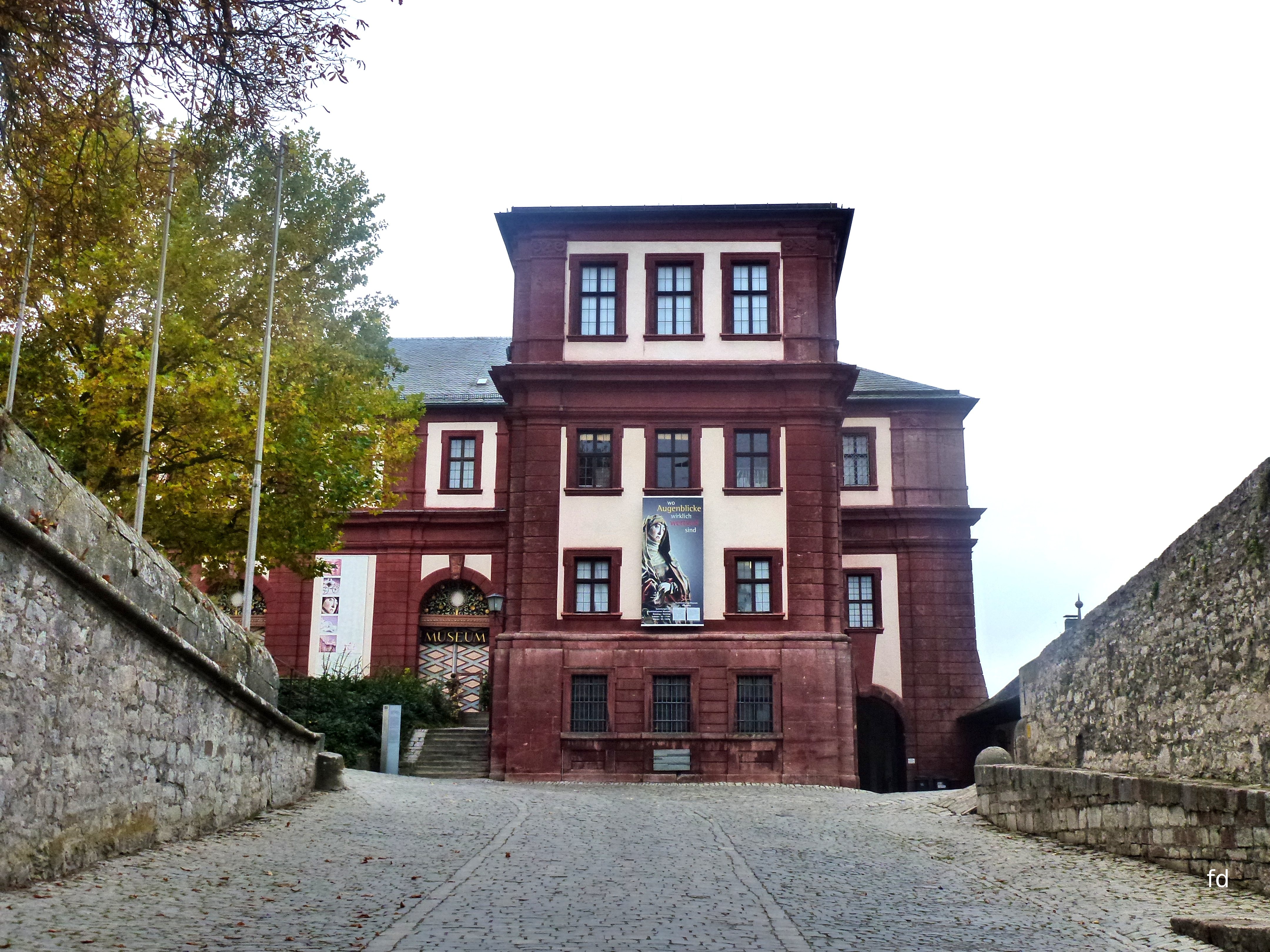
Museumsstandort auf der Festung Marienberg (Foto: 2012)

Am 8. Mai 1945 wurde Max Hermann von Freeden mit der Leitung des Museums beauftragt, unter diesem kam es zu einem Neuanfang des Museums auf der Festung Marienberg. 1947 wurden die ersten fünf Säle im Zeughaus und in der daran anschließenden Echterbastei eröffnet. Schrittweise erfolgte der Ausbau weiterer Museumsräume. 1950 wurde der Südflügel des Zeughauses mit dem Gartensaal, die Südbastion der Echterbastei mit den Rittergrabmälern der Gotik und Renaissance und die Kelterhalle mit den Zeugnissen fränkischer Weinkultur eingerichtet. Im folgenden Jahr konnte die Schönbornhalle mit den beiden monumentalen Grabmälern der Schönbornbischöfe aus dem Bamberger Dom präsentiert werden, im Jahr darauf die Echterbastei mit den kunstgewerblichen Sammlungen und die archäologische Abteilung im Erdgeschoss der Echterbastei. 1967 wurde eine Volkskundliche Abteilung eröffnet.
Eine Erweiterung erfuhr das Museum im Herbst 1990 mit der Eröffnung der neu konzipierten Stadtgeschichtlichen Abteilung im Fürstenbaumuseum, die im zweiten Obergeschoss des Stadtflügels der Hauptburg untergebracht ist. Insgesamt stehen dem Museum 45 Schauräume zur Verfügung, die vielfach neu gestaltet werden. So wurde beispielsweise der Gartensaal 2008 nach einer Neukonzeption wieder eröffnet.
Am 1. Januar 2017 übernahm der Freistaat Bayern das Mainfränkische Museum. Unter dem Namen Museum für Franken – Staatliches Museum für Kunst- und Kulturgeschichte in Würzburg wird das Haus voraussichtlich bis 2032 in ein Landesmuseum umgebaut. Dabei soll künftig ganz Franken einschließlich der Geschichte von Würzburg behandelt und der Sammlungshorizont bis in die Gegenwart erweitert werden. Ziel des Museums ist es, „einen wichtigen Beitrag zur Identifikation der Menschen in Stadt und Region mit Franken und Würzburg (zu) leisten und […] darüber hinaus Gästen aus nah und fern Informationen zur Kunst- und Kulturgeschichte Frankens (zu) vermitteln.“

### Direktoren
- 1915–1920: August Stöhr
- 1920–1925: Georg Hock (ehrenamtlicher Geschäftsführer)
- 1926–1945: Clemens Schenk
- 1949–1978: Max H. von Freeden
- 1978–1994: Hanswernfried Muth
- 1994–2003: Hans-Peter Trenschel
- 2004–2015: Claudia Lichte
- 2016–2020: Erich Schneider (Gründungsdirektor des „Museums für Franken“)
- seit 1. März 2021: Jörg Meißner[13]

## Der Sammlungsbestand

### Archäologie

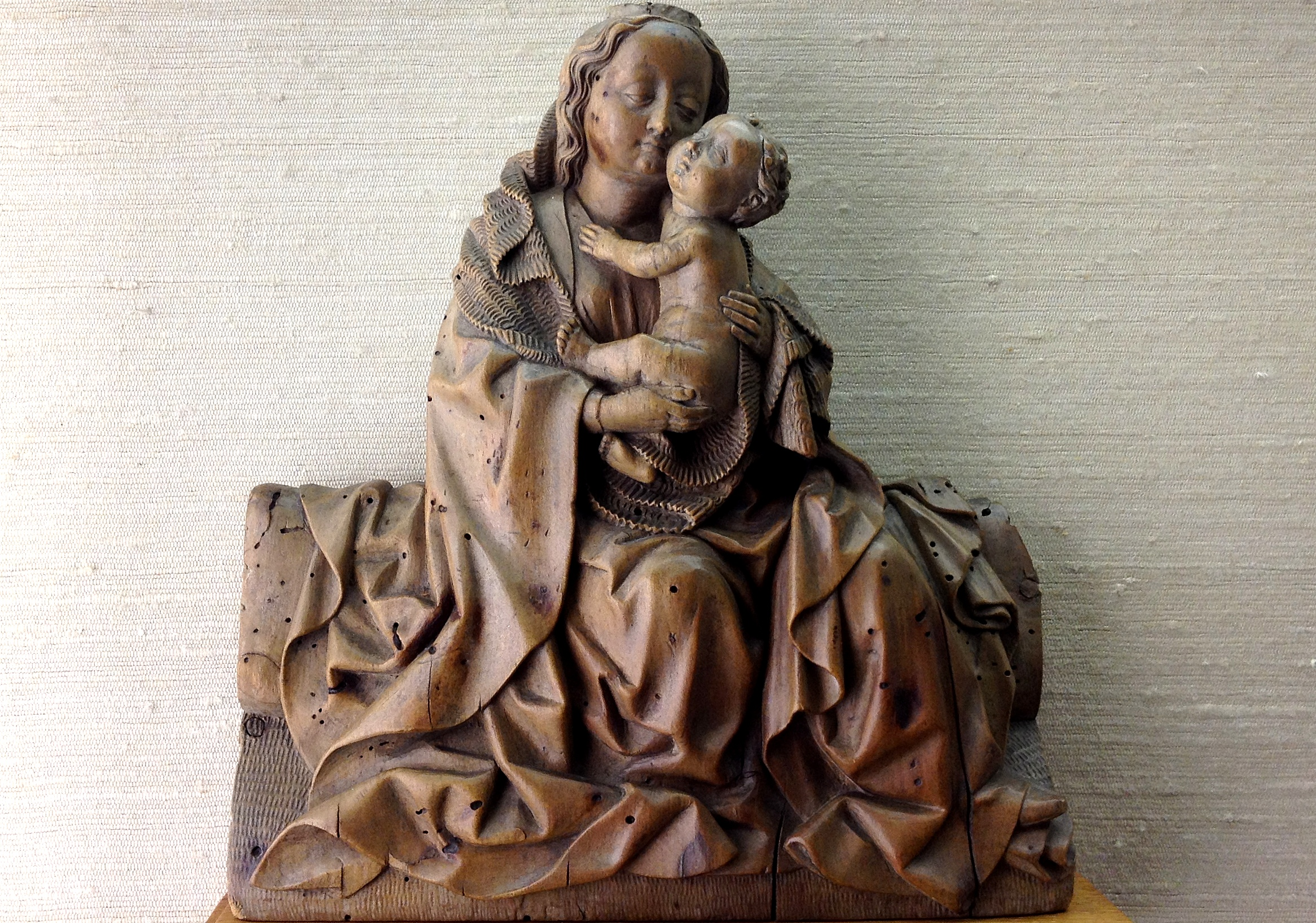
Madonnenfigur, ein Meisterwerk in der Nachfolge des Bildschnitzers Hans Multscher, Ulm, um 1450

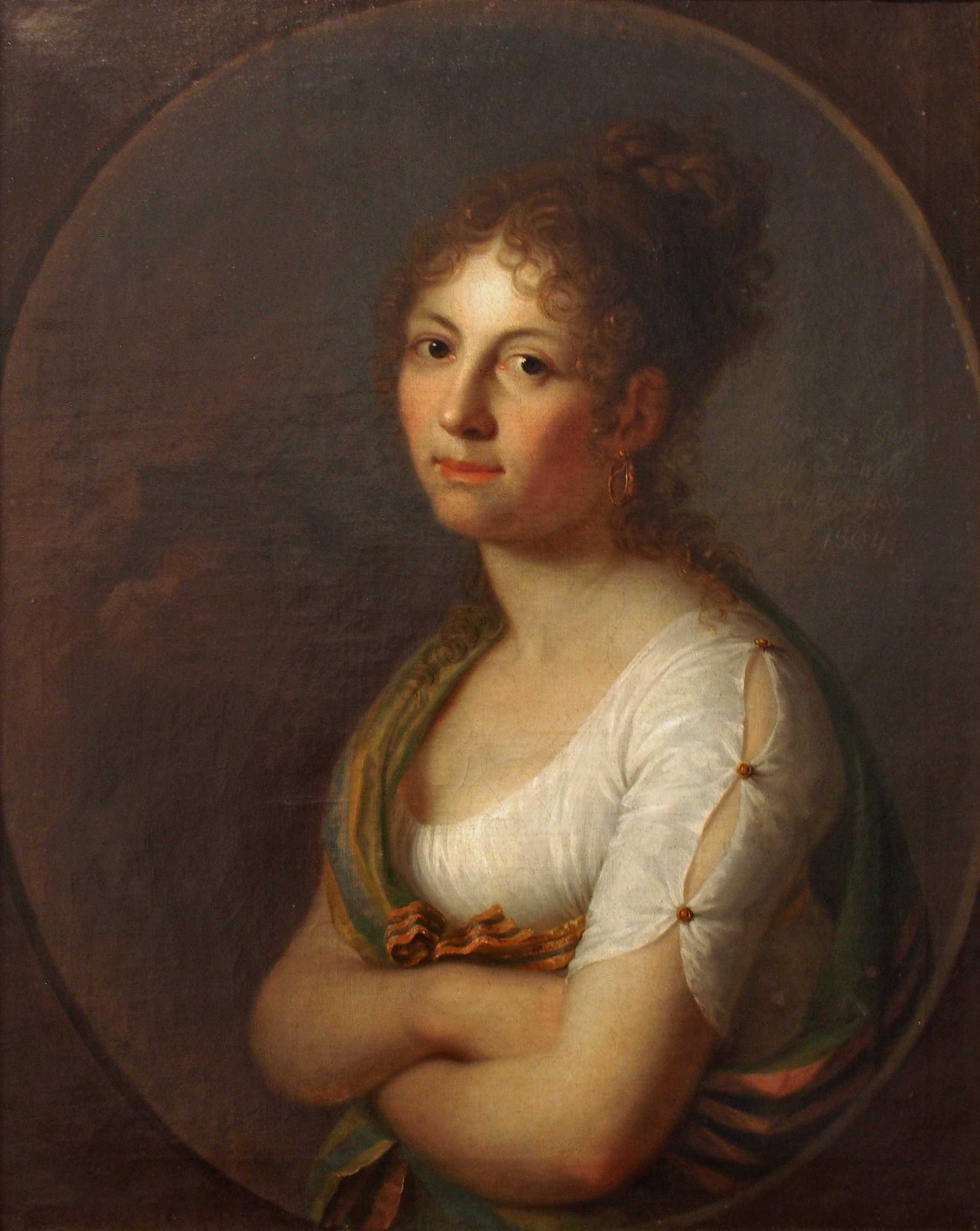
Margarethe Geiger, Selbstporträt, 1804

Die Archäologische Abteilung mit Bodenfunden aus Mainfranken von der Altsteinzeit bis zum frühen Mittelalter zeugt von den ersten Siedlungen in der Region. Eines ihrer bekanntesten Stücke ist der spätbronzezeitliche Kultwagen aus Acholshausen.

### Malerei, Plastik, Grafik
Die romanische Bauplastik erinnert an Würzburgs Blüte zur Stauferzeit. Zu den erwähnenswerten Stücken gehört ein Kapitell mit Kämpfer.

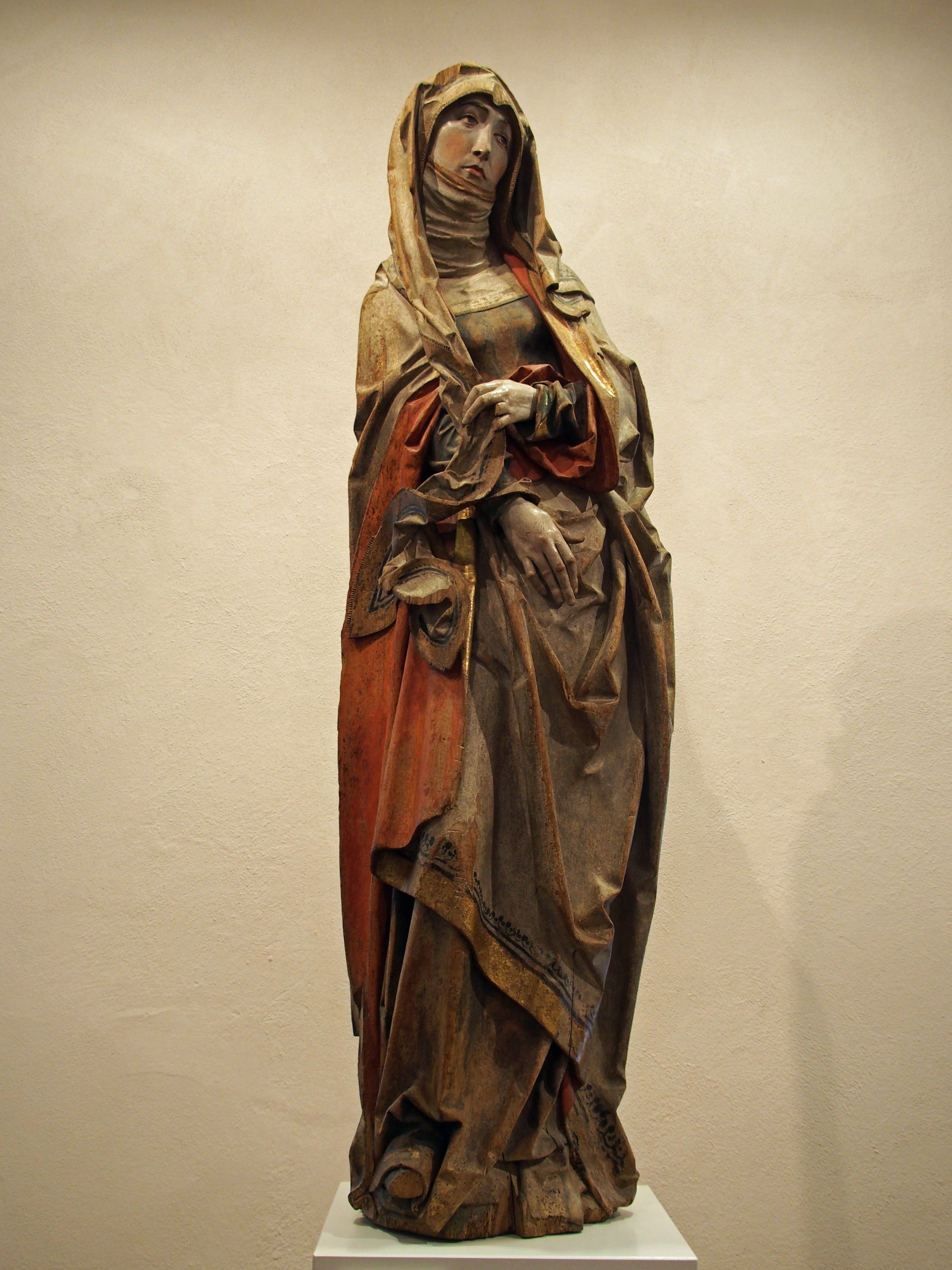
Tilman Riemenschneider: Trauernde Maria

Neben wertvollen gotischen Skulpturen des 14. Jahrhunderts bildet die einzigartige Sammlung von Werken des Bildschnitzers Tilman Riemenschneider den Kern des Museums, darunter die Statuen von Adam und Eva von der Würzburger Marienkapelle aus dem Jahr 1493 sowie die Trauernde Maria, ursprünglich aus Acholshausen, die um 1505 entstanden ist.
Von den zahlreich vertretenen barocken Bildhauern seien Johann Wolfgang von der Auwera, Ferdinand Tietz und Johann Peter Wagner genannt. Ein besonderer Akzent liegt neben der Großplastik auch auf der Kollektion der Kleinbildwerke aus dem 18. Jahrhundert. Eine Bozzetti-Sammlung, die anschaulich den künstlerischen Schaffensprozess zeigt, sowie autonome Kleinplastiken werden präsentiert.
Die Malerei ist mit Werken von der Spätgotik bis ins frühe 19. Jahrhundert vertreten, darunter Gemälde von Lucas Cranach dem Älteren, Vater und Sohn Tiepolo, Peter von Hess und Louis Ferdinand von Rayski.
In der Grafischen Sammlung sind fast lückenlos die druckgrafischen Ansichten Würzburgs aus vier Jahrhunderten vorhanden, hinzu kamen seit dem 19. Jahrhundert Handzeichnungen und Aquarelle. Besonderen dokumentarischen Wert besitzen die Ansichten der Stadt vor der Zerstörung von 1945. Hervorzuheben ist auch die wissenschaftliche Bedeutung der sogenannten Sammlung Eckert, die Pläne aus dem Baubüro von Balthasar Neumann enthält, sowie die Architekturskizzen des Schulrats und Experten für ältere Würzburger Stadtansichten Franz Seberich, nach denen die Universität Würzburg ein virtuelles Stadtmodell entwickelte.

### Kunsthandwerk und Volkskunst
Eine Reihe kostbarer Möbel beginnt mit dem Ratstisch von Riemenschneider und erreicht mit Arbeiten des 18. Jahrhunderts ihren Höhepunkt. Wichtige Textilien seit dem frühen Mittelalter, zahlreiche Fayencen, bemalte und geschnittene Gläser, Goldschmiedearbeiten und eine Sammlung historischer Uhren, wie etwa die des Würzburger Meisters Martin Schipani, sowie die älteste erhaltene Räderuhr dokumentieren das reiche Kunsthandwerk Frankens. Bemalte Bauernschränke, Hinterglasbilder und Trachten geben eine Vorstellung von der Volkskunst dieser Region. Mit Hilfe der Büttnerzunft konnte 1982 eine Büttnerwerkstatt eingerichtet und damit die Tätigkeit eines für Würzburg einst sehr bedeutungsvollen Handwerkszweiges gezeigt werden. In der Kelterhalle sind Zeugnisse der fränkischen Weinkultur ausgestellt. Auch eine Auswahl der berühmten Würzburger Lügensteine ist im Mainfränkischen Museum zu sehen.

### Stadtgeschichte
In der stadtgeschichtlichen Abteilung beeindrucken besonders die beiden Großmodelle der Stadt Würzburg; das Bild des spätmittelalterlichen Würzburgs dokumentiert das Stadtmodell Würzburg um 1525, das Ausmaß der Zerstörung der Stadt vergegenwärtigt das Modell Würzburg nach dem 16. März 1945.

### Münzsammlung
Stücke der numismatischen Sammlung, die wegen ihrer Kleinheit oder Seltenheit im Tresor verwahrt werden müssen, wurden online der Öffentlichkeit zugänglich gemacht und beschrieben. Weitere Münzen befinden sich im Fürstenbaumuseum im Randersackerer Turm.

## Öffentlichkeitsarbeit
Im Rahmen der Öffentlichkeitsarbeit präsentiert das Museum regelmäßig Sonderausstellungen, die von Führungsprogrammen begleitet werden.
Die museumspädagogische Abteilung erarbeitet spezielle erlebnisorientierte Führungen. Mit einer Plakatserie macht das Museum auf seine vielfältigen Kunstsammlungen aufmerksam.
In der Schönbornhalle finden Museumskonzerte statt, der Gewölberaum der Kelterhalle wird für Veranstaltungen und Feiern genutzt.

## Publikationen
Bestandskataloge
- Hanswernfried Muth: Tilman Riemenschneider – Die Werke des Bildschnitzers und Bildhauers, seiner Werkstatt und seines Umkreises im Mainfränkischen Museum Würzburg. (= Bestandskataloge des Mainfränkischen Museums Würzburg. Band 1). Würzburg 1982, ISBN 3-8003-0181-4.
- Hans-Peter Trenschel: Die Bozzetti-Sammlung – Kleinbildwerke des 18. Jahrhunderts im Mainfränkischen Museum Würzburg. (= Bestandskataloge des Mainfränkischen Museums Würzburg. Band 2). Würzburg 1987, ISBN 3-932461-04-5.
- Rudolf Feurer, Petra Maidt: Gesamtansichten und Pläne der Stadt Würzburg – Aus der Graphischen Sammlung des Mainfränkischen Museums Würzburg. (= Bestandskataloge des Mainfränkischen Museums Würzburg. Band 3). Würzburg 1988, ISBN 3-932461-05-3.
- Hans-Peter Trenschel: Schutz- und Blankwaffen 13.–17. Jahrhundert – Aus der Waffensammlung des Mainfränkischen Museums Würzburg. (= Bestandskataloge des Mainfränkischen Museums Würzburg. Band 4). Würzburg 1992, ISBN 3-932461-06-1.
- Elisabeth M. Trux: Form- und Scherzgläser, geschliffene und geschnittene Gläser des 17. und 18. Jahrhunderts – Aus der Glassammlung des Mainfränkischen Museums Würzburg. (= Bestandskataloge des Mainfränkischen Museums Würzburg. Band 5: Glas I). Würzburg 1992, ISBN 3-932461-08-8.
- Elisabeth M. Trux: Emailbemaltes Glas, Römer und barockes Farbglas – Aus der Glassammlung des Mainfränkischen Museums Würzburg. (= Bestandskataloge des Mainfränkischen Museums Würzburg. Band 6: Glas II). Würzburg 1993, ISBN 3-932461-10-X.
- Stephanie Kleidt, Helge Zöller: Fächer des 17.-20. Jahrhunderts aus den Sammlungen des Mainfränkischen Museums Würzburg. (= Bestandskataloge des Mainfränkischen Museums Würzburg. Band 7). Würzburg 1993, ISBN 3-932461-09-6.
- Elisabeth M. Trux: Zier- und Gebrauchsglas des 19. und 20. Jahrhunderts – Aus der Glassammlung des Mainfränkischen Museums Würzburg. (= Bestandskataloge des Mainfränkischen Museums Würzburg. Band 8: Glas III). Würzburg 1994, ISBN 3-932461-11-8.
- Gerhard G. Wagner: Sonnenuhren und wissenschaftliche Instrumente – Aus den Sammlungen des Mainfränkischen Museums Würzburg. (= Bestandskataloge des Mainfränkischen Museums Würzburg. Band 9). Würzburg 1997, ISBN 3-932461-00-2.
- Hanswernfried Muth: Ansichten aus dem alten Würzburg, 1545–1945, Teil I (Sammelbilder, Altstadt rechts des Mains, Am Main, Sanderviertel, Pleich, Hauger Viertel, Stadtbefestigung, Straßen) – Aus der Graphischen Sammlung des Mainfränkischen Museums Würzburg. (= Bestandskataloge des Mainfränkischen Museums Würzburg. Band 10: Ansichten I). Würzburg 1997, ISBN 3-932461-01-0.
- Hanswernfried Muth: Ansichten aus dem alten Würzburg, 1545–1945. Teil II: Festung, Residenz, Kirchen. – Aus der Graphischen Sammlung des Mainfränkischen Museums Würzburg. (= Bestandskataloge des Mainfränkischen Museums Würzburg. Band 11: Ansichten II). Würzburg 1998, ISBN 3-932461-14-2.
- Ian D. Fowler: Uhren aus fünf Jahrhunderten – Aus den Sammlungen des Mainfränkischen Museums Würzburg. (= Bestandskataloge des Mainfränkischen Museums Würzburg. Band 12). Würzburg 1999, ISBN 3-932461-15-0.
- Hanswernfried Muth: Ansichten aus dem alten Würzburg, 1545–1945, Teil III (Öffentliche Bauten und Höfe) – Aus der Graphischen Sammlung des Mainfränkischen Museums Würzburg. (= Bestandskataloge des Mainfränkischen Museums Würzburg. Band 13: Ansichten III). Würzburg 2000, ISBN 3-932461-16-9.
- Hans-Peter Trenschel: Figuren der Steingutfabrik Damm in den Sammlungen des Mainfränkischen Museums Würzburg. (= Bestandskataloge des Mainfränkischen Museums Würzburg. Band 14). Würzburg 2001, ISBN 3-932461-18-5.
- Eva Zahn-Biemüller, Helge Zöller: Funde aus Franken in den Sammlungen des Mainfränkischen Museums Würzburg. (= Bestandskataloge des Mainfränkischen Museums Würzburg. Band 15). Würzburg 2001, ISBN 3-932461-19-3.
- Ian D. Fowler, Frauke van der Wall: Taschenuhren aus vier Jahrhunderten – Aus den Sammlungen des Mainfränkischen Museums Würzburg. (= Bestandskataloge des Mainfränkischen Museums Würzburg. Band 16). Würzburg 2002, ISBN 978-3-932461-20-0.
- Hans-Peter Trenschel (Hrsg.): Die Stadtgeschichtliche Abteilung des Mainfränkischen Museums Würzburg im Fürstenbaumuseum der Festung Marienberg. (= Bestandskataloge des Mainfränkischen Museums Würzburg. Band 17). Würzburg 2003, ISBN 978-3-932461-22-4.
- Hans-Peter Trenschel, Frauke van der Wall: Sammlerglück – Fayencen der Sammlung Wolf-D. Amelung – aus den Sammlungen des Mainfränkischen Museums Würzburg. (= Bestandskataloge des Mainfränkischen Museums Würzburg. Band 18). Würzburg 2014, ISBN 978-3-932461-44-6.
- Gerhard G. Wagner: Maße und Gewichte – aus den Sammlungen des Mainfränkischen Museums Würzburg. (= Bestandskataloge des Mainfränkischen Museums Würzburg. Band 19). Würzburg 2014, ISBN 978-3-932461-45-3.
- Hanswernfried Muth, Frauke van der Wall: Unter Verschluß. Schlösser, Schlüssel und Beschläge aus den Sammlungen des Mainfränkischen Museums Würzburg. (= Bestandskataloge des Mainfränkischen Museums Würzburg. ohne Bandnummer).  Würzburg 1992, ISBN 978-3-932461-07-1.

Neuerwerbungsberichte
- Hans-Peter Trenschel: Die Neuerwerbungen des Mainfränkischen Museums Würzburg 1979–1994.  Mainfränkisches Museum, Würzburg 2000, ISBN 978-3-932461-17-0.
- Hans-Peter Trenschel: Die Neuerwerbungen des Mainfränkischen Museums Würzburg 1994–2003.  Mainfränkisches Museum, Würzburg 2003, ISBN 978-3-932461-23-1.

Ausstellungskataloge (Auswahl)
- Claudia Lichte: Ferdinand von Rayski. Ein Dresdener Maler in Franken. (= Katalog der gleichnamigen Ausstellung, 15. Oktober 2006 bis 11. Februar 2007). Mainfränkisches Museum, Würzburg 2006, ISBN 3-932461-26-6.
- Meinolf Siemer (Hrsg.): Zu Tisch. Tafelsitten vergangener Zeiten. (= Katalog der gleichnamigen Ausstellung, 31. August 2005 bis 5. März 2006). Mainfränkisches Museum, Würzburg 2005, ISBN 3-932461-24-X.
- Frauke van der Wall (Hrsg.): Form und Funktion. Gefäße und Geräte aus den Sammlungen des Mainfränkischen Museums Würzburg und der Formsammlung Walter und Thomas Dexel, Braunschweig. (= Katalog der gleichnamigen Ausstellung, 11. Juli bis 23. September 2007). Mainfränkisches Museum, Würzburg 2007, ISBN 978-3-932461-27-9.
- Frauke van der Wall (Hrsg.): Gut betucht. Textildesign und Handwerk in fränkischen Trachtenstoffen. (= Katalog der gleichnamigen Ausstellung, 5. April bis 6. August 2006). Mainfränkisches Museum, Würzburg 2006, ISBN 3-932461-25-8.
- Claudia Lichte (Hrsg.): Peter Dell der Ältere – Zwischen Riemenschneider und Reformation. (= Katalog der gleichnamigen Ausstellung, 15. Oktober 2017 bis 7. Januar 2018). Museum für Franken, Würzburg 2017, ISBN 978-3-932461-46-0.
- Museum für Franken, Jüdisches Museum München (Hrsg.) „Sieben Kisten mit jüdischem Material“ – Von Raub und Wiederentdeckung 1938 bis heute. (= Katalog der gleichnamigen Ausstellung im Jüdisches Museum München, 6. November 2018 bis 1. Mai 2019 / Museum für Franken, 5. Juni 2019 bis 15. September 2019). Hentrich und Hentrich Verlag, Berlin/Leipzig 2018, ISBN 978-3-95565-276-0.